# 水郷有料道路
水郷有料道路（すいごうゆうりょうどうろ）は、茨城県神栖市から潮来市に至る延長9.3キロメートル (km) の道路である。茨城県道路公社が管理する有料道路であったが、2009年（平成21年）12月30日より無料開放された。茨城県最長の茨城県道50号水戸神栖線の一部となっている。

## 路線データ
- 起点：鹿島郡神栖町大字筒井字大海道1709番の5[1]
- 終点：行方郡潮来町大字延方字下高野内乙2934番の3[1]

## 沿革
- 1971年（昭和46年）9月27日：茨城県が県道平泉潮来線のバイパスとして水郷有料道路（鹿島郡神栖町大字筒井 - 行方郡潮来町大字延方、9.287 km）を建設するための道路区域を指定[2]。
- 1972年（昭和47年）1月10日：茨城県道路公社が、茨城県から水郷有料道路（路線名：県道平泉潮来線）の工事引き継ぎを受け着工開始する[3]。
- 1974年（昭和49年）
  - 4月25日：水郷有料道路の工事が完了[4]。
  - 4月26日：開通および料金徴収開始。通行料金は、普通乗用車150円、普通貨物車200円、小型車100円、軽自動車50円、大型特殊車400円、自転車20円、原付30円、軽車両20円[4][1]。
- 1987年（昭和62年）
  - 3月26日：全線が、一般県道平泉潮来線のバイパス道路に指定[5][6]。
  - 11月20日：行方郡潮来町大字延方の潮来インターチェンジ (IC) 開設に伴う取付道路を供用開始[7]。
- 1988年（昭和63年）
  - 2月25日：鹿島郡神栖町大字筒井地内の区間を4車線化供用開始[8]。
  - 4月1日：通行料金の普通回数券割引率を最大2割以下へ変更[9]。
- 1989年（平成元年）1月15日：神栖町大字下幡木地内の区間を4車線化供用開始[10]。
- 1991年（平成3年）2月14日：
  - 4車線化供用開始（鰐川橋を除く）[11][12]。
  - 通行料金改定（普通車150円、大型車 (I) 260円、大型車 (II) 570円、軽自動車等100円、軽車両等20円）[13]。
- 1991年（平成3年）3月11日：鰐川橋を含む全線（9.3 km）の4車線化供用開始[14]。
- 1994年（平成6年）4月1日：全線が、主要地方道水戸神栖線の道路に指定[15]。
- 1997年（平成9年）4月1日：通行料金改定（普通車150円、大型車 (I) 270円、大型車 (II) 580円、軽自動車100円、軽車両等20円）[16]。
- 2009年（平成21年）12月30日：無料開放。（当初の料金徴収期間満了予定は2013年4月25日）[17]。

## 料金（当時）
無料開放前の一般通行料金は次の通り。料金所は鰐川橋の北詰に存在しており、潮来IC前後など鰐川橋以外の区間のみを通行する際は料金徴収を行っていなかった。
- 普通車：150円
- 大型車（I）：270円
- 大型車（II）：580円
- 軽自動車等：100円
- 軽車両等：20円

一般通行料金の他に回数券が購入でき、購入金額に応じて回数券の割引率が最大で2割以下とされた。また、路線バスについては特別処置として回数券の割引率は3割引きが適用された。
通行料金の徴収期間は、当初、1974年（昭和49年）供用開始の日から39年間とされたが、2009年（平成21年）に徴収期間を前倒しする公告がなされ、同年12月30日に無料開放された。

## 沿線にある主な施設
- 水郷潮来バスターミナル

## 接続道路
- 国道51号
- (13) 潮来IC （東関東自動車道）
- 国道124号

## 平成14年送電線倒壊事故
- 2002年（平成14年）10月1日：台風21号により水郷有料道路上空で交差する潮来市から神栖町までの約2.5 km区間に立つ送電用の鉄塔（香取線、湖南線、鹿島線）のうち、送電鉄塔7基が倒壊し2基が折損[18]。切れた送電線の一部が水郷有料道路をまたいだため、同道路が翌2日午前7時過ぎまで通行止めになった[19]。鉄塔は約50日で仮修復され[20]、東京電力は11月29日に報告書を公表した[21]。